# Krótka oktawa

Krótka oktawa, mała oktawa, Mi-Re-Ut – w instrumentach klawiszowych, część klawiatury obejmująca najniższą (basową, burdonową) oktawę z pominięciem niektórych dźwięków chromatycznych, zazwyczaj Cis, Dis, Fis oraz Gis. Do organów, wirginałów i klawikordów wprowadzona została w XV wieku w celu rozszerzenia skali muzycznej instrumentów w dół, z jednoczesnym pominięciem – nieistotnych wówczas z punktu widzenia kompozycji – dźwięków chromatycznych (czyli z pozostawieniem dźwięków diatonicznych) należących do najniższego rejestru. Stosowana była do XVIII wieku.

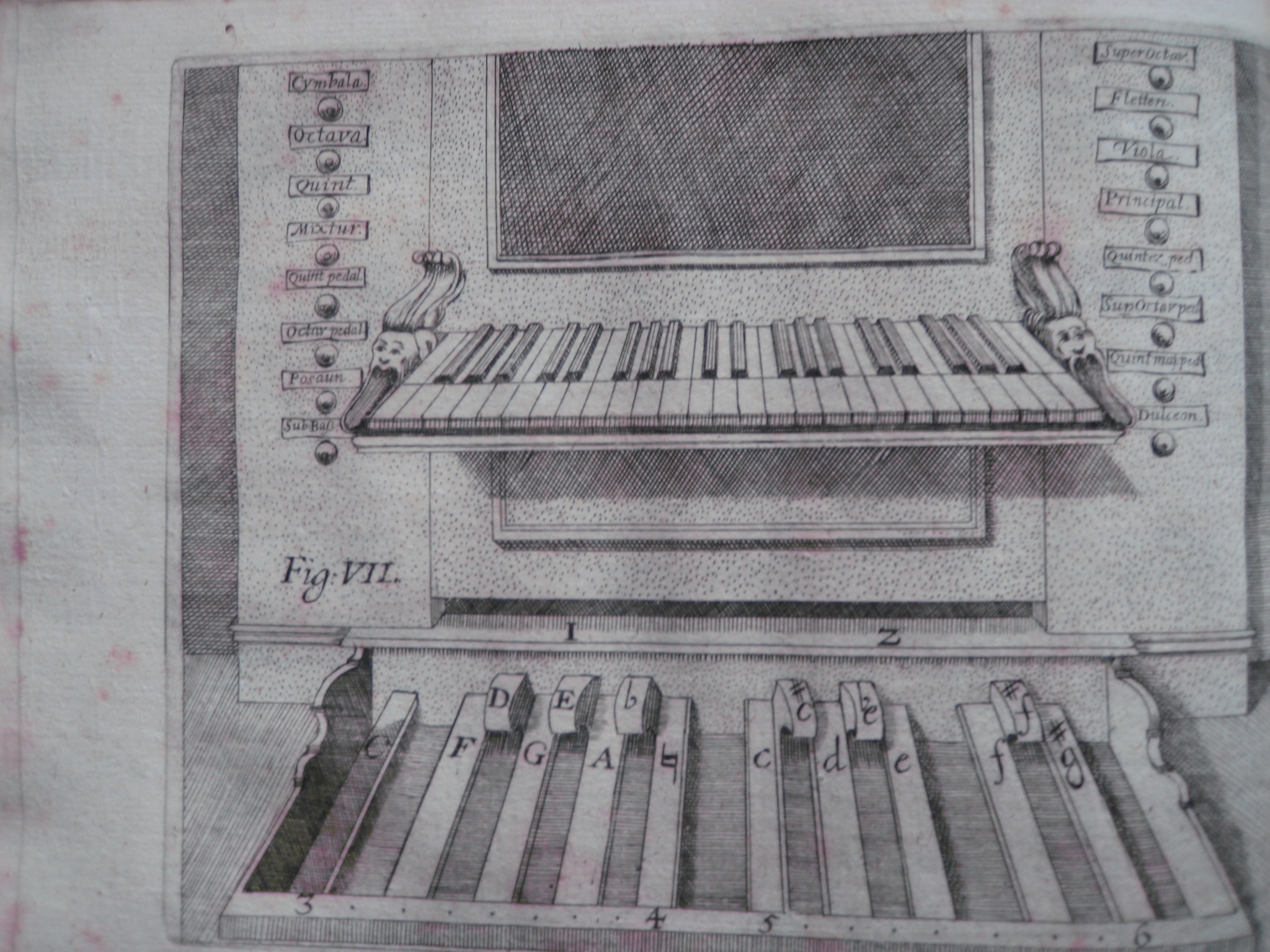
Ilustracja przedstawiająca stół organowy z opisaną krótką oktawą klawiatury nożnej – Johann Baptist Samber, Continuatio Ad Manuductionem Organicam (1707)